# Johan Huijsser

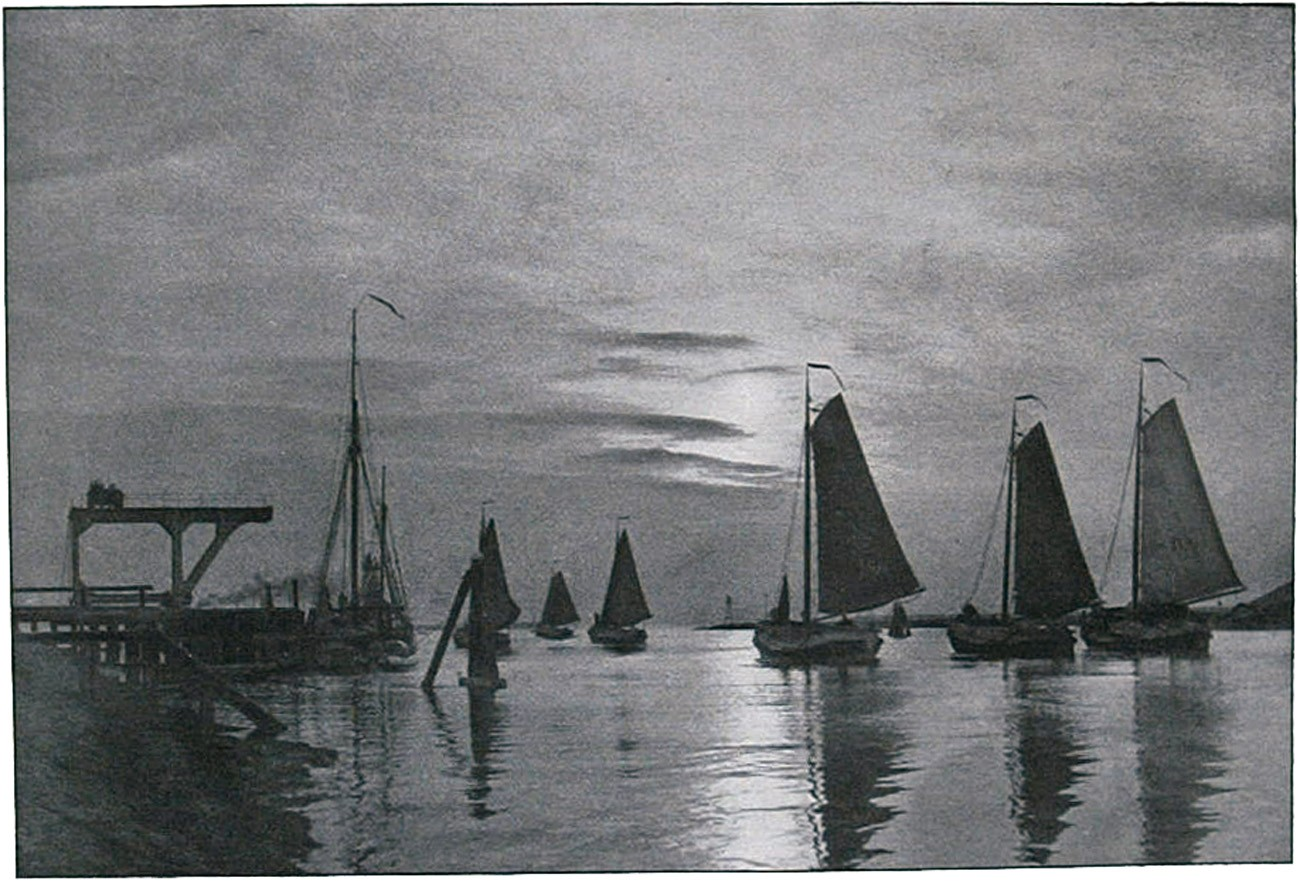
In de vissershaven, 1901

Johan Franciscus Joseph (Johan) Huijsser (Bloemendaal, 18 juli 1868 – Nervi, Ligurië, 16 april 1924) was een Nederlands fotograaf, die werkte in de stijl van het picturalisme. Ook maakte hij naam als wielrenner.

## Leven en werk
Huijsser was de zoon van een koopman en leidde later zelf het familiebedrijf E&A Scheer, dat gedestilleerde producten importeerde. In 1888, op twintigjarige leeftijd, kocht hij een handcamera en begon hij te fotograferen. In de decennia daarna exposeerde hij, vaak samen met zijn broers Frans en Henri, met grote regelmaat in Nederland en vooral ook Duitsland, waar zijn werk erg populair was. Zijn foto's, vaak opgenomen met een monocle-lens en gedrukt in broomolie, verschenen in vooraanstaande Duitse fototijdschriften, waaronder Die Kunst in der Photographie. Hij maakte vooral portretten, genrevoorstellingen, zeegezichten en Hollandse landschappen, in een stijl die sterk beïnvloed werd door het picturalisme. Hij wordt beschouwd als een pionier van de Nederlandse kunstfotografie. Vaak maakte hij ook lantaarnplaatjes.
Huijsser was in de jaren 1890 ook een succesvol wielrenner, won vele wedstrijden (in totaal 120 medailles) en brak in 1888 het Nederlands record op de tien kilometer voor hoge tweewielers. Hij was gehuwd met Augustina Routs, met wie hij zes kinderen kreeg. Tijdens een vakantie in 1924 te Italië overleed hij aan een astma-aanval, 55 jaar oud.

## Galerij

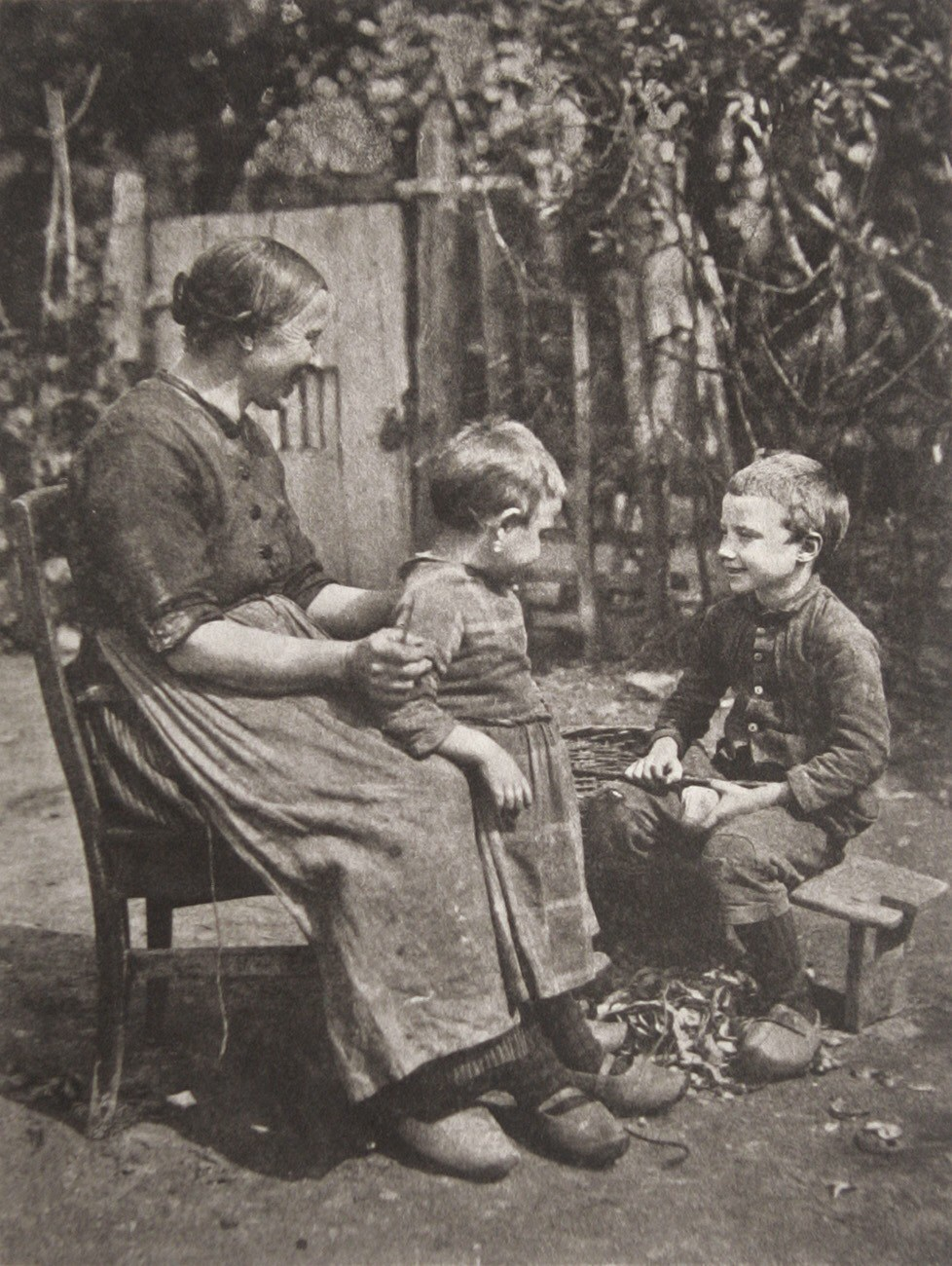
Genre studie, 1901
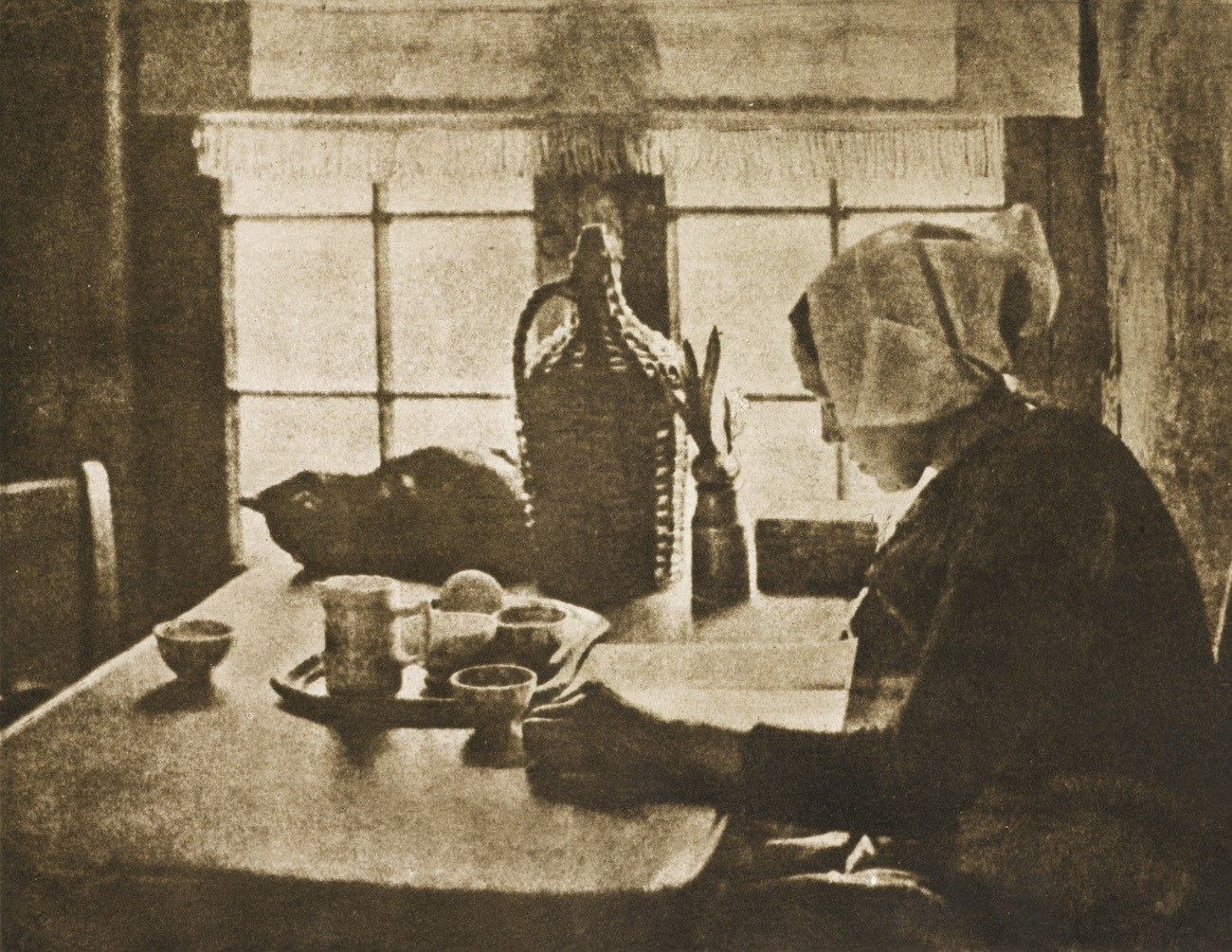
Lezende Hollandse vrouw, 1899